# 十羰基二錸
十羰基二錸是一種无机化合物，分子式為Re2(CO)10。它可以購得，經常用作合成各種錸羰基配合物的起點。它首次於1941年由瓦爾特·希貝爾記錄，他通過將錸還原羰基化製備這個化合物。十羰基二錸中有一對由一個Re-Re鍵連接的四角锥形Re(CO)5單元，形成一個全同羰基配合物。

## 結構及性質
十羰基二錸的晶體結構相當熟知。化合物由一對四角錐形的Re(CO)5單位組成，而它們由一個Re-Re鍵連接。此處可以發生兩種构象：交錯式和重疊式。重疊式構象佔所有構象的30%，它會產生一個D4h点群，但點群為D4d的交錯式比較穩定。Re-Re鍵長通過實驗發現為3.04Å。

## 合成
十羰基二錸可以由七氧化二铼（Re2O7）在350 atm和250 °C下還原羰基化製備。 
Re2O7 + 17 CO → Re2(CO)10 + 7 CO2

## 反應
羰基配體可以被其他如膦和亚磷酸盐的配體（以L標記）置換。
Re2(CO)10 + 2 L   →  Re2(CO)8L2
這個化合物也可以通過卤化「破裂」成單核Re(I)羰基配合物：
Re2(CO)10  +  X2  →  2 Re(CO)5X  (X = Cl, Br, I)
加入溴就會生成五羰基溴化錸。它是許多錸配合物的中間體。這個化合物也可以氫化生成各種多錸配合物，最終得到錸元素。
Re2(CO)10  → H3Re3(CO)12  → H5Re4(CO)12  → Re (metal)
十羰基二錸遇水時，就會經過光解作用轉化為羥基配合物：
Re2(CO)10 → HRe(CO)5  +  Re4(CO)12(OH)4

## 應用
錸基催化作用可用於複分解反應、重整、氢化以及各種如加氢脱硫的加氫處理過程。十羰基二錸可以用來促進醇的硅烷化（silylation）並製備硅醚，其反應為：
RSiH3  +   R'OH     →   RH2SiOR' +   H2